# Nicola Galante
Nicola Galante (Vasto, 7 dicembre 1883 – Torino, 5 dicembre 1969) è stato un pittore e incisore italiano.

## Biografia
Figlio di Luigi, falegname, e di Rosa Raiani, studiò ebanisteria alla scuola di arti e mestieri di Chieti e nel 1907 si trasferì a Torino, dove aprì un'attività da artigiano.
Nel 1910, su L'Artista moderno,  foglio di arti decorative, pubblicò progetti di arredi. Conobbe il disegnatore tedesco K. Seidel, che lo introdusse all'ambiente de La Voce e gli presentò Soffici. Gli chiese di illustrare il suo libro Torino mia. Impressioni di uno straniero (Torino, 1912) con dodici xilografie: una proposta di rinnovamento artistico del libro. Seidel nel 1913 si suicidò.
Ardengo Soffici nel 1915 fece pubblicare due xilografie di Galante su Lacerba. Nel 1914 Galante espose alla Rassegna internazionale di incisione, promossa a Stoccolma dall'innovativa rivista L'Eroica e, nel 1915, alla terza mostra della Secessione Romana. Il primo fascicolo 1915 dell'Eroica di La Spezia fu poi definito futurista e fu tra i fogli "avanguardisti".
Nella veduta Paesaggio senza cielo si avverte l'influsso di Paul Cézanne; in Paese sulla riva del Po (dal Lingotto) la scomposizione delle forme risente di Soffici e del cubismo. In area futurista rientrano le nature morte Espansioni.

### La Grande Guerra
Galante era in rapporti epistolari con Enrico Prampolini e con Umberto Boccioni e nel 1915, prima di partire soldato, passò da Firenze e lì incontrò Soffici, Giovanni Papini e Giuseppe Prezzolini, come  ricorda nei suoi Cenni biografici e bibliografici.

### Mostre
La sua prima personale, nel 1920, fu al Chelsea Art Club di Londra e fu seguita da un'altra, a Roma, alla Casa d'arte italiana. Enrico Prampolini, commissario italiano per la Mostra internazionale d'arte moderna a Ginevra, nel 1920, identificava Galante nel gruppo di artisti che comprendeva Giacomo Balla, Fortunato Depero, Luigi Russolo, Mario Sironi e Achille Funi. Soffici invece, sulle pagine di Rete mediterranea, lo accostava invece a Ottone Rosai, per la semplificazione delle forme, e ne definiva gli esordi futuristi come "erramenti momentanei" e giovanili. Galante in effetti era in contatto con Rosai, con Giorgio Morandi, con Carlo Carrà e con Mario Broglio e con il gruppo Valori plastici. 

### La pittura e iSei di Torino
Nel 1922 Galante scopre la pittura, dove cerca l'essenza di ciò che vede; nelle sue xilografie le masse perdono le sezioni cubiste e gli scuri sono più netti. In pittura si ispira ai macchiaioli toscani, a Cézanne, a Georges Braque, in genere al paesaggio postimpressionista.
Alla Quadriennale della Promotrice torinese, nel 1923, nella sala ordinata da Felice Casorati Galante è insieme ai giovani torinesi G. Chessa, Francesco Menzio e Carlo Levi. Casorati inserì dunque Galante nella proposta di rinnovamento dell'arte torinese, accogliendolo nelle mostre 1926 e 1927 della Società degli amici dell'arte Antonio Fontanesi. Nel 1927 fu inserito nelle due prime 
esposizioni fiorentine del gruppo del Selvaggio. Sul frontespizio del Gusto dei primitivi (1926), Lionello Venturi mise Il seminatore, inciso come ex libris da Galante.
A Torino nasceva un intreccio virtuoso tra letterati, critici e artisti: Giacomo Debenedetti, Mario Soldati e i pittori che nel 1929 avrebbero costituito il gruppo dei Sei di Torino, cioè Gigi Chessa, Carlo Levi, Francesco Menzio, Galante, Enrico Paulucci e Jessie Boswell. Nel 1929 la prima mostra dei Sei, presso la casa d'arte Guglielmi di Torino, fu vista dalla critica con qualche riserva su Galante.

### Pareri discordanti della critica
Soldati, su Arti plastiche, sfatò la semplicità dell'artista, scrivendo: Galante-rozzo, Galante-artigiano è una falsa carta di identità. In un resoconto della successiva mostra, al Circolo della stampa di Genova, A. Grande definì antinovecentista il gruppo dei Sei e Galante: "uno dei più schietti rappresentanti dell'arte strapaesana", Alla I Esposizione sindacale fascista della Società promotrice di belle arti di Torino, Persico, su Arti plastiche sfatò la definizione strapaesana di Galante, che aveva avuto come maestri in Soffici e Casorati.
Nella primavera 1930 Galante compì un viaggio di studio a Parigi. Nei dipinti del 1930 Collina a Cavoretto e Natura morta, ritorna la suggestione di Cézanne. 
Il gruppo dei Sei si decomponeva: partecipò intatto alla I Quadriennale romana (1931), ma Galante non c'era nelle mostre 1930 e 1931, organizzate da Levi, Menzio e Paulucci. 
Nel 1933 espose con due giovani pittori torinesi, I. Cremona e Albino Galvano, con il Sindacato artisti torinesi. Partecipò a Biennali di Venezia (1932-1936) e ebbe una personale, alla galleria Il Milione di Milano, nel 1937. 

### Nel dopoguerra
Galante rimpastò la sua tavolozza con colori puri, che stendeva in campiture piatte. Incise Fruttiera e mascherina, nel 1954. Fu presente alle Biennali di Venezia (1948, 1950, 1954, 1956 e 1958). Ancora una personale torinese, alla Galatea, nel 1958.
Nei paesaggi, nelle nature morte, come Campagna a Pavarolo, del 1957, e in Pesci e ventaglio, del 1955, Galante tornò alla pittura fauve. Tra le ultime opere Autoritratto con capelli azzurri del 1963 e l'incompiuto Torso di Venere, boccale, conchiglia, del 1969.